# Ermita de Santo Domingo (Tudela)
La ermita de Santo Domingo de Tudela (Navarra) fue una ermita del siglo XII situada a 2 km de la ciudad, al borde del camino de Corella en la ladera del Monte de Canraso.

## Historia y cronología de construcción
La Ermita de Santo Domingo se cita por primera vez en 1195. Desapareció a mediados del siglo XVII y en su posición se colocó un pequeño pilar de ladrillo que contenía la imagen del santo. Este pequeño pilar había desaparecido ya a principios del siglo XX.